# Venere (Ernia)
Venere è un singolo del rapper italiano Ernia, pubblicato in download digitale il 24 giugno 2016.

## Il singolo
La pubblicazione del brano sulle principali piattaforme di streaming digitale è stata accompagnata dalla diffusione del videoclip ufficiale del singolo, diretto da Lanovantuno.

## Tracce
1. Venere – 3:07 (testo: Matteo Professione – musica: Alessandro Pulga)